# Communes de la province d'Avellino
- Haut – A
- B
- C
- D
- E
- F
- G
- H
- I
- J
- K
- L
- M
- N
- O
- P
- Q
- R
- S
- T
- U
- V
- W
- X
- Y
- Z

## A
- Aiello del Sabato
- Altavilla Irpina
- Andretta
- Aquilonia
- Ariano Irpino
- Atripalda
- Avella
- Avellino

## B
- Bagnoli Irpino
- Baiano
- Bisaccia
- Bonito

## C
- Cairano
- Calabritto
- Calitri
- Candida
- Caposele
- Capriglia Irpina
- Carife
- Casalbore
- Cassano Irpino
- Castel Baronia
- Castelfranci
- Castelvetere sul Calore
- Cervinara
- Cesinali
- Chianche
- Chiusano di San Domenico
- Contrada
- Conza della Campania

## D
- Domicella

## F
- Flumeri
- Fontanarosa
- Forino
- Frigento

## G
- Gesualdo
- Greci
- Grottaminarda
- Grottolella
- Guardia Lombardi

## L
- Lacedonia
- Lapio
- Lauro
- Lioni
- Luogosano

## M
- Manocalzati
- Marzano di Nola
- Melito Irpino
- Mercogliano
- Mirabella Eclano
- Montaguto
- Montecalvo Irpino
- Montefalcione
- Monteforte Irpino
- Montefredane
- Montefusco
- Montella
- Montemarano
- Montemiletto
- Monteverde
- Montoro
- Morra De Sanctis
- Moschiano
- Mugnano del Cardinale

## N
- Nusco

## O
- Ospedaletto d'Alpinolo

## P
- Pago del Vallo di Lauro
- Parolise
- Paternopoli
- Petruro Irpino
- Pietradefusi
- Pietrastornina
- Prata di Principato Ultra
- Pratola Serra

## Q
- Quadrelle
- Quindici

## R
- Rocca San Felice
- Roccabascerana
- Rotondi

## S
- Salza Irpina
- San Mango sul Calore
- San Martino Valle Caudina
- San Michele di Serino
- San Nicola Baronia
- San Potito Ultra
- San Sossio Baronia
- Sant'Andrea di Conza
- Sant'Angelo a Scala
- Sant'Angelo all'Esca
- Sant'Angelo dei Lombardi
- Santa Lucia di Serino
- Santa Paolina
- Santo Stefano del Sole
- Savignano Irpino
- Scampitella
- Senerchia
- Serino
- Sirignano
- Solofra
- Sorbo Serpico
- Sperone
- Sturno
- Summonte

## T
- Taurano
- Taurasi
- Teora
- Torella dei Lombardi
- Torre Le Nocelle
- Torrioni
- Trevico
- Tufo

## V
- Vallata
- Vallesaccarda
- Venticano
- Villamaina
- Villanova del Battista
- Volturara Irpina

## Z
- Zungoli